# Cleromancia

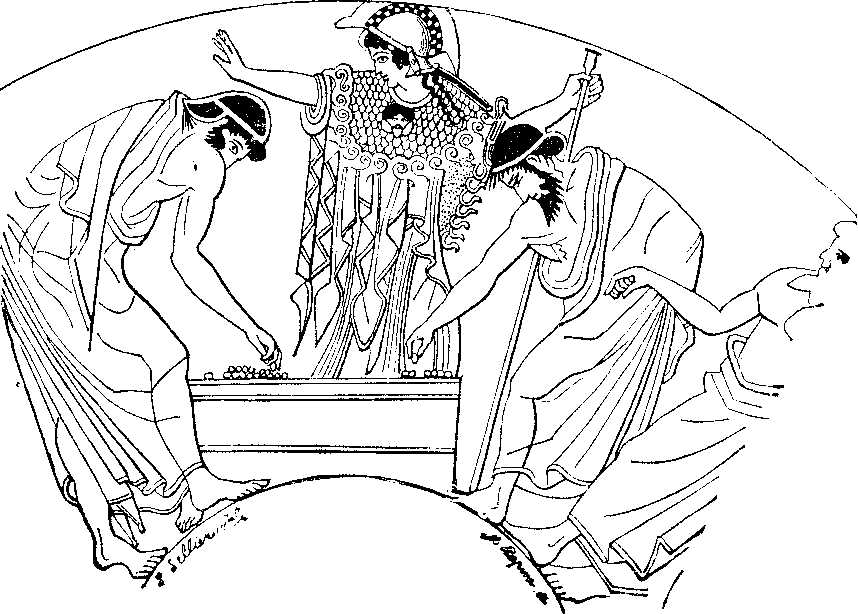
Cleromancia

Cleromancia es una adivinación antiquísima que se hacía por medio de los dados o habas. Se deriva del griego κλῆρος • (klêros) "selección o división" aleatoria y μαντείᾱ • (manteíā) "adivinación".
Se ponían en una urna los dados o habas; y después de haber suplicado a los dioses que dirigiesen la suerte, se echaban sobre una mesa y se pronosticaba lo venidero por la disposición de los números que pintaban. Todas las inertes estaban consagradas a Mercurio, que se creía presidir a esta especie de adivinación y por esto, y con el objeto de tenerle propicio, se metía en la urna una hoja de olivo llamada la parte de Mercurio que luego se sacaba primero.
Los griegos y romanos, curiosos de saber su suerte, habían adoptado una especie de adivinación algo diferente de ésta. Se proveían de un cierto número de pólizas que contenían ciertos caracteres o inscripciones y al salir de casa hacían sacar una por el primer muchacho que encontraban. Si la que salía tenía relación o aprobaba lo que habían imaginado, era considerado por ellos como un pronóstico infalible.
Esta inspección tuvo origen entre los egipcios, los cuales observaban atentamente las acciones y las palabras de los jóvenes, suponiéndoles cierto don profético, opinión que provenía de haber sido hallada Isis por los informes que dieron unos muchachos que jugaban en una plaza.
En los mercados, en las principales calles y en todos los lugares públicos, se veían algunos muchachos llamados en griego agirtes, que tenían en una mano una tabla sobre la que estaban escritos versos proféticos que según la tirada fortuita de los dados indicaban el porvenir y la suerte de los curiosos. Otras veces, en lugar de tablillas tenían una urna o un vaso en que se metían pólizas o cédulas que se hacían sacar por cualquier niño. Artemidoro habla de los adivinos de los mercados y las sortes viales, suertes de las calles o caminos, eran comunes en Roma.
En Bura de Acaya había un templo dedicado a Hércules, en el cual después de hacer la deprecación al ídolo, tiraba el suplicante los dados y el sacerdote vaticinaba el próspero o adverso resultado de la súplica por el número de tantos que marcaban.
De esta adivinación se valieron antes de echar al mar a Jonás, a fin de saber quien era el que había excitado la tempestad que iba a sumergir la nave.